# Savanne
Savanne – jeden z 9 dystryktów Mauritiusa, ze stolicą w Souillac. Znajduje się na południu, a jego powierzchnia wynosi 239 km². Populacja wynosi około 80 000 osób. Uchodzi za malowniczy obszar.

## Sąsiednie dystrykty
- Plaines Wilhems – północ
- Grand Port – wschód
- Grand Port - północny wschód
- Black River - zachód
- Black River - północny zachód

## Podział administracyjny[2]
- Baie-du-Cap
- Bel-Ombre
- Bénarès
- Bois-Chéri
- Britannia
- Camp Diable
- Chamouny
- Chemin-Grenier
- Grand-Bois
- La Flora
- Rivière-des-Anguilles
- Rivière Du Poste
- Saint-Aubin
- Souillac